# یو یون می
یو یون می (کره‌ای: 유연미؛ زادهٔ ۷ ژوئیه ۱۹۹۹) بازیگر اهل کره جنوبی است. او حرفهٔ بازیگری خود را به عنوان بازیگر کودک آغاز کرد و در فیلم با دختری از خاک سیاه (۲۰۰۷) ایفای نقش کرد که به خاطر آن برندهٔ جایزه بهترین بازیگر زن در جشنواره بین‌المللی فیلم مراکش شد. یو همچنین در مجموعه‌های تلویزیونی آتنا: الهه جنگ (۲۰۱۰)، دلم برات تنگ شده (۲۰۱۲) و تو از ستاره‌ها اومدی (۲۰۱۳) ایفای نقش کرده‌است.